# Tentacles
Tentacles (Tentáculos en España) es una película estadounidense de terror  de 1977  dirigida por Ovidio G. Assonitis y protagonizada por John Huston, Shelley Winters, Bo Hopkins, Claude Akins y Henry Fonda.

## Trama
Son ya varias las personas que son misteriosamente engullidas por las aguas del océano. Sus cuerpos aparecen despedazados y con los huesos huecos. Ned Turner (John Huston), un avispado periodista que colabora con el Sheriff en la investigación, sospecha que estos hechos pueden estar relacionados con la construcción de un túnel bajo el agua. El señor Whitehead (Fonda), presidente de la constructora, hace caso omiso cuando se le recomienda suspender las obras. Turner, convencido de que Whitehead está haciendo algún experimento que quiere mantener en secreto, se pone en contacto con Will Gleason (Bo Hopkins), un experto entrenador de orcas, según el cual el responsable de las muertes es un enorme pulpo afectado por las radiaciones magnéticas derivadas de la construcción del túnel.

## Elenco
- John Huston como Ned Turner.
- Shelley Winters como Tillie Turner.
- Bo Hopkins como Will Gleason.
- Henry Fonda como Sr. Whitehead, Presidente de Trojan Construction.
- Delia Boccardo como	Vicky Gleason.
- Cesare Danova como John Corey.
- Alan Boyd como Mike.
- Sherry Buchanan como Judy.
- Franco Diogene como Chuck.
- Marc Fiorini como Don.
- Helena Mäkelä como la Madre de Jamie.
- Claude Akins como el Sheriff Robards.
- Alessandro Poggi
- Roberto Poggi
- Giancarlo Nacinelli